# Méry-Prémecy
Méry-Prémecy is een gemeente in het Franse departement Marne (regio Grand Est) en telt 62 inwoners (2009). De plaats maakt deel uit van het arrondissement Reims.

## Geografie
De oppervlakte van Méry-Prémecy bedraagt 5,1 km², de bevolkingsdichtheid is dus 12,2 inwoners per km².
De onderstaande kaart toont de ligging van Méry-Prémecy met de belangrijkste infrastructuur en aangrenzende gemeenten.

## Demografie
Onderstaande figuur toont het verloop van het inwonertal (bron: INSEE-tellingen).